# 黑措根奥拉赫
黑措根奥拉赫（德語：Herzogenaurach，發音：[hɛʁtsoːɡn̩ˈʔaʊʁax] ⓘ）是德国巴伐利亚州中弗兰肯行政区埃朗根-赫希施塔特县的城市，面积47.62平方千米，2023年12月31日人口为24,674人。
体育用品公司阿迪达斯和彪马、轴承及汽车零部件生产商舍弗勒的总部均位于该市。

## 人物
- 法伊特·路德维希·冯·泽肯多夫（德语：Veit Ludwig von Seckendorff）：政治家、贵族
- 鲁道夫·达斯勒：彪马公司创始人
- 阿道夫·达斯勒：阿迪达斯公司创始人
- 洛塔尔·马特乌斯：德国足球运动员

## 友好城市
黑措根奥拉赫与以下城市结为友好城市：
- 奥地利 沃爾夫斯貝格（1968年）
- 布吉納法索 卡亞（1972年）
- 新格拉迪什卡（1980年）
- 法國 卢瓦尔河畔圣吕斯（1988年）
- 英国 皮斯黑文（英语：Peacehaven）（2007年）